# Richard Condon
Pour les articles homonymes, voir Condon.
Richard Condon, né le 18 mars 1915 à New York et mort le 9 avril 1996 à Dallas, au Texas, est un romancier américain. 
Il est l'auteur de plus de 25 romans écrits pour la plupart dans un style de thriller satirique, souvent sur fond de vie politique ou de monde interlope. Cinq de ses ouvrages, notamment The Manchurian Candidate et Prizzi's Honor, ont été portés à l'écran.

## Biographie
Après avoir servi dans la Marine marchande américaine, Richard Condon travaille à Hollywood comme agent de promotion pour les studios de Walt Disney Pictures, puis comme scripteur pour les studios de la United Artists. Après une vingtaine d'années, il décide de réorienter sa carrière et de réaliser son rêve d'écrire son premier roman, The Oldest Confession. L'année suivante, en 1959, paraît The Manchurian Candidate, l'ouvrage qui allait lui apporter fortune et célébrité. Ce roman, tout comme le précédent, est adapté au cinéma au début des années 1960. En 1978, il préface Operation Mind Control de Walter Bowart, ouvrage qui cherche à montrer comment le gouvernement américain a cherché à contrôler l'esprit de sa population grâce aux drogues comme le LSD, des modifications du comportement, l'hypnose et d'autres "armes psychologiques". Trois autres romans deviennent des scénarios de films : A Talent for Loving, Winter Kills et Prizzi's Honor. Il participe d'ailleurs à l'écriture de ce dernier. En 2004 sort une nouvelle version de The Manchurian Candidate mettant en vedette Denzel Washington et Meryl Streep.
Les revenus générés en grande partie par les droits d'adaptation de The Manchurian Candidate ont permis à Condon de faire des séjours prolongés à l'étranger. Il s'est d'abord établi au Mexique, puis en Europe, où il a vécu avec sa famille en France, en Espagne, en Irlande et en Suisse. Dans les années 1980, il revient aux États-Unis, et c'est à Dallas, au Texas, qu'il passe ses dernières années.

## Œuvre
- The Oldest Confession (1958) Publié en français sous le titre Confession pour confession, Paris, Plon, 1967
- The Manchurian Candidate (1959) Publié en français sous le titre Un crime dans la tête, Paris, Stock, 1962 ; réédition, Marabout no 722, 1980 ; réédition, L'Archipel, 2004 ; réédition, Archipoche no 265, 2013
- Some Angry Angel: A Mid-Century Faerie Tale (1960)
- A Talent for Loving (1961) Publié en français sous le titre Sacré Far-West, Paris, Plon, 1967
- An Infinity of Mirrors (1964) Publié en français sous le titre Les Années de la nuit, Paris, Plon, 1965
- Any God Will Do (1964)
- The Ecstasy Business (1967)
- Mile High (1969) Publié en français sous le titre Citizen West, Paris, Plon, 1970
- The Vertical Smile (1971)
- Arigato (1972) Publié en français sous le titre Arigato, Paris, Éditions de Trévise, 1975
- The Mexican Stove (1973) (livre de cuisine écrit en collaboration avec sa fille Wendy Bennett)
- And Then We Moved to Rossenarra: or, The Art of Emigrating (1973)
- Winter Kills (1974) Publié en français sous le titre La Conspiration K, traduction Patrick Raynal, Paris, Le Cherche-Midi, 2017
- The Star-Spangled Crunch (1974)
- Money Is Love (1975)
- The Whisper of the Axe (1976)
- The Abandoned Woman (1977)
- Death of a Politician (1978)
- Bandicoot (1979)
- The Entwining (1981)
- Prizzi's Honor (1982)
- A Trembling upon Rome (1983)
- Prizzi's Family (1986) Publié en français sous le titre Les Prizzi, Paris, Le Cherche Midi, collection Thriller, 2013
- Prizzi's Glory (1988)
- Emperor of America (1990)
- The Final Addiction (1991)
- The Venerable Bead (1992)
- Prizzi's Money (1994)

## Adaptations
- 1961 : Les Joyeux Voleurs (The Happy Thieves) de George Marshall
- 1962 : Un crime dans la tête (The Manchurian Candidate) de John Frankenheimer
- 1969 : Sacré Far West (A Talent for Loving) de Richard Quine
- 1979 : Qui a tué le président ? (Winter Kills) de William Richert
- 1985 : L'Honneur des Prizzi (Prizzi's Honor) de John Huston
- 2004 : Un crime dans la tête (The Manchurian Candidate) de Jonathan Demme